# Pont circulaire de Kawazu-Nanadaru
Le pont circulaire de Kawazu-Nanadaru (河津七滝ループ橋, Kawazu-Nanadaru Rūpu-kyō), également appelé Viaduc de Nanadaru (七滝高架橋, Nanadaru Kōkakyō), est situé sur la route nationale 414, reliant Numazu à Shimoda, dans la péninsule japonaise d'Izu au sud-ouest de Tokyo.

## Description
Le pont de Kawazu-Nanadaru est un pont formant une double spirale de 80 mètres de diamètre sur une longueur totale développée de 1064 mètres. L'espacement vertical entre les boucles est de 45 mètres. Il répond aux normes antisismiques. L'ouvrage qui a été mis en service en 1981 a marqué le paysage de fond de vallée dans lequel il est implanté.
La solution technique adoptée est inhabituelle. La double spirale permet aux véhicules de gravir le dénivelé important du flanc de colline sur un espace restreint. L'ouvrage a été récompensé par le prix Tanaka en 1981.